# 10 cm Nebelwerfer 35
A 10 cm Nebelwerfer 35 (rövidítve 10 cm Nb.W. 35 vagy 10 cm NbW 35, magyarul 10 cm-es füstvető 35) egy nehéz aknavető volt, melyet a Harmadik Birodalom használt a második világháború alatt. Az amerikai M2 4,2 hüvelykes aknavetőhöz hasonlóan vegyi lövedékek célba juttatására tervezték, mint például a gáz és a füst lövedékek. Az amerikai aknavetővel ellentétben, ehhez a típushoz már a kezdetektől elérhető volt egy nagy robbanóerejű lövedék is. Hagyományos felépítésű aknavető, lényegében egy felnagyított 8 cm Granatwerfer 34. Szállításhoz három részre lehetett szétszerelni. Aknavető cső, melynek súlya 31,7 kg, talplemez, 36,3 kg és villaállvány, 32,2 kg. Ezeket rövid távon a kezelőszemélyzet kézben is el tudta vinni, de rendelkezésre állt egy kézikocsi is hosszabb távolságon történő szállításhoz. Egy aknavetős szakasz egy szakaszvezetőből, három tüzérből és három lőszerhordóból állt.
Kezdetekben a Nebelwerfer (füstvető) zászlóaljakban kerültek bevetésre, melyek a Heer vegyi hadtesteihez tartoztak. 1941-től leváltásra kerültek az újabb 10 cm Nebelwerfer 40 nehéz aknavetők és 15 cm Nebelwerfer 41 rakéta-sorozatvetők rendszeresítése miatt.

## Harctéri alkalmazás
A kezdetekben az 1-9 számú Nebelwerfer zászlóaljak és a Nebel-Lehr Abteilung (bemutató zászlóalj) rendszerébe kerültek az aknavetők, alkalmazásra pedig a franciaországi és a Szovjetunió elleni hadjárat alatt kerültek.
Az aknavetőt alkalmazó speciális egységek is létrejöttek a háború során, mint a 10. hegyi aknavetős zászlóalj, melyet az 1942-es év elején hoztak létre Finnországban a 222. füstvető üteg kiegészítésére. Ez az egység eredetileg a Norvégia elleni hadjárat során a 181. gyalogoshadosztály 222. tüzérezredének 8. ütegeként harcolt.
Miután kivonásra kerültek a vegyi hadtestektől, a háború további részében a Fallschirmjäger egységek használták nehéz aknavetőként.

## Fordítás
- Ez a szócikk részben vagy egészben  a(z)   10 cm Nebelwerfer 35 című angol Wikipédia-szócikk ezen változatának fordításán alapul.  Az eredeti cikk szerkesztőit annak laptörténete sorolja fel. Ez a jelzés csupán a megfogalmazás eredetét és a szerzői jogokat jelzi, nem szolgál a cikkben szereplő információk forrásmegjelöléseként.